# Anton Anossov
Pour les articles homonymes, voir Anossov.
Anton Viatcheslavovitch Anossov (en russe : Антон Вячеславович Аносов) est un joueur russe de volley-ball né le 25 avril 1990. Il mesure 1,89 m et joue libero.

## Clubs
| Club         | De        | À   |
| ------------ | --------- | --- |
| Prikame Perm | 2013-2014 | ... |

## Palmarès
Néant.